# Poddorsky (huyện)
Huyện Poddorsky (tiếng Nga: ? райо́н) là một huyện hành chính tự quản (raion), của Tỉnh Novgorod, Nga. Huyện có diện tích 2916 km², dân số thời điểm ngày 1 tháng 1 năm 2000 là 6100 người. Trung tâm của huyện đóng ở Poddor'ye.